# Bruno Moraes
Bruno dos Santos  Moraes (São Paulo, 1984. július 7. –) brazil utánpótlás-válogatott labdarúgó.

## Pályafutása
A São Pauloban született Bruno Moraes tizenkilenc évesen szerződött Portugáliába, a Porto csapatához. A 2006-2007-es szezonban tizennyolc tétmérkőzésen három gólt szerzett, és bajnoki címet nyert a csapattal. 2006 novemberében a Bajnokok Ligájában is pályára lépett a Hamburger SV elleni csoportmérkőzéseken. 2004-ben a Vitória Setúbal vette kölcsön. Itt rendszeresen játéklehetőséget kapott, igaz egy sérülés miatt hosszabb ideig nem tudott pályára lépni. 2010 januárjában visszatért a Portóhoz, előtte kölcsönben még megfordult a Rio Avénál.
2011 februárjában aláírt az Associação Naval 1º de Maio csapatához. Csapata a szezon végén kiesett, Bruno Moraes pedig az egyiptomi Al-ahlihoz írt volna alá, azonban a szerződtetése végül meghiúsult, így a szintén portugál élvonalbeli Leiria játékosa lett. 2012. október 8-án az Újpest igazolta le. A magyar élvonalban kilencszer lépett pályára és négy gólt szerzett. 2013 júliusában a Gil Vicente, majd négy hónappal később a Portuguesa csapatának tagja lett. 
2015 nyarán a Varzim csapatában folytatta a portugál másodosztályban, később pedig Cipruson és az Espinhóban játszott.

## Sikerei, díjai
FC Porto:
- Portugál labdarúgó-bajnokság győztes: 2006-07
- UEFA-bajnokok ligája győztes: 2003-04